# Cruz celta

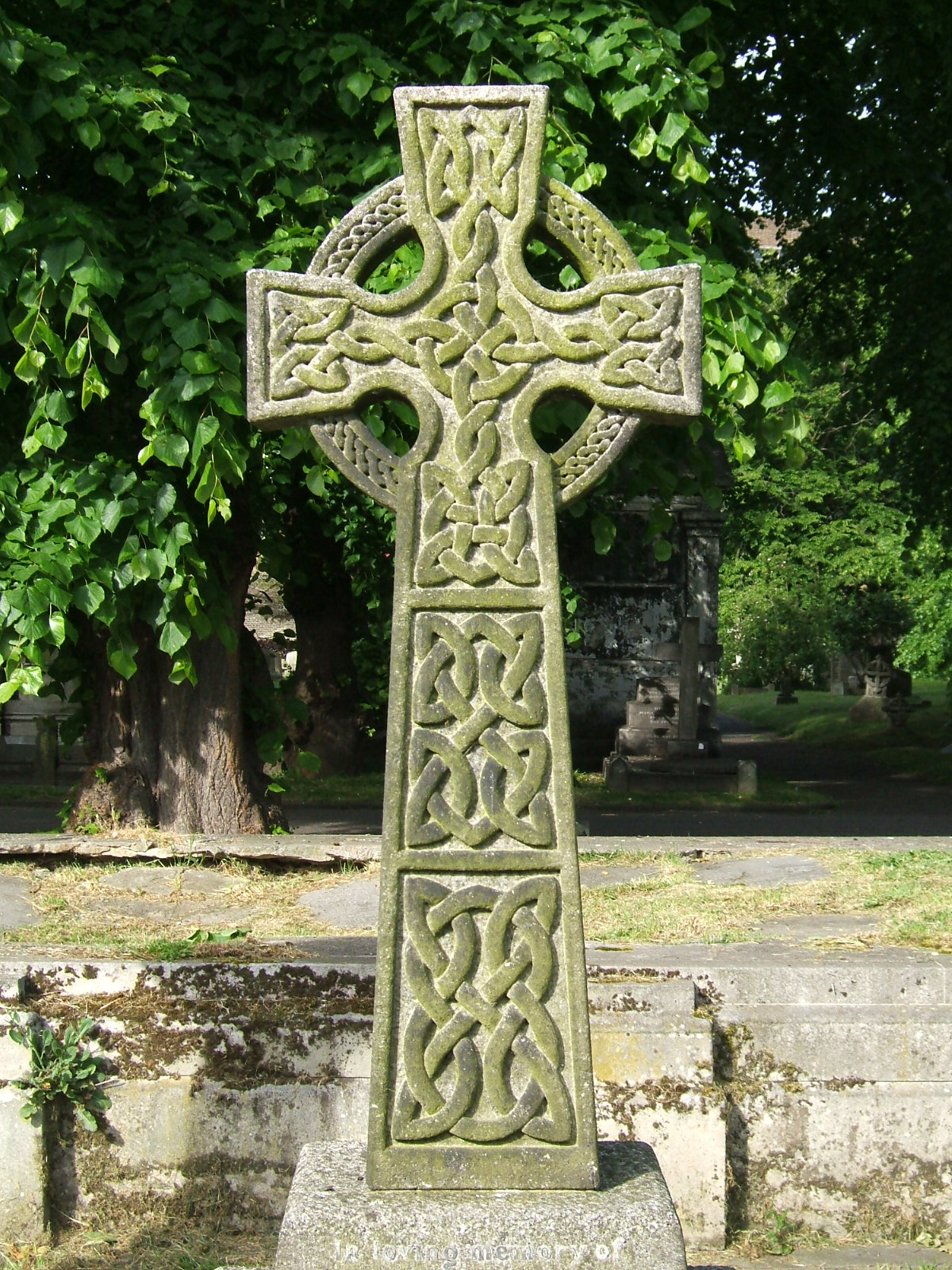
Cruz de Brompton (Irlanda), decorada con arte celta.

La cruz celta es un icono religioso formado por una cruz cristiana con un círculo rodeando su intersección. Se remonta a los primeros tiempos del cristianismo en Irlanda, donde constituyó el diseño básico de las famosas high crosses: altas cruces monumentales hechas de piedra y ricamente ornamentadas con motivos de arte céltico insular. 

## Simbolismo
Básicamente es una cruz con el significado que le es propio asociado a la influencia de la cultura celta.

## Historia

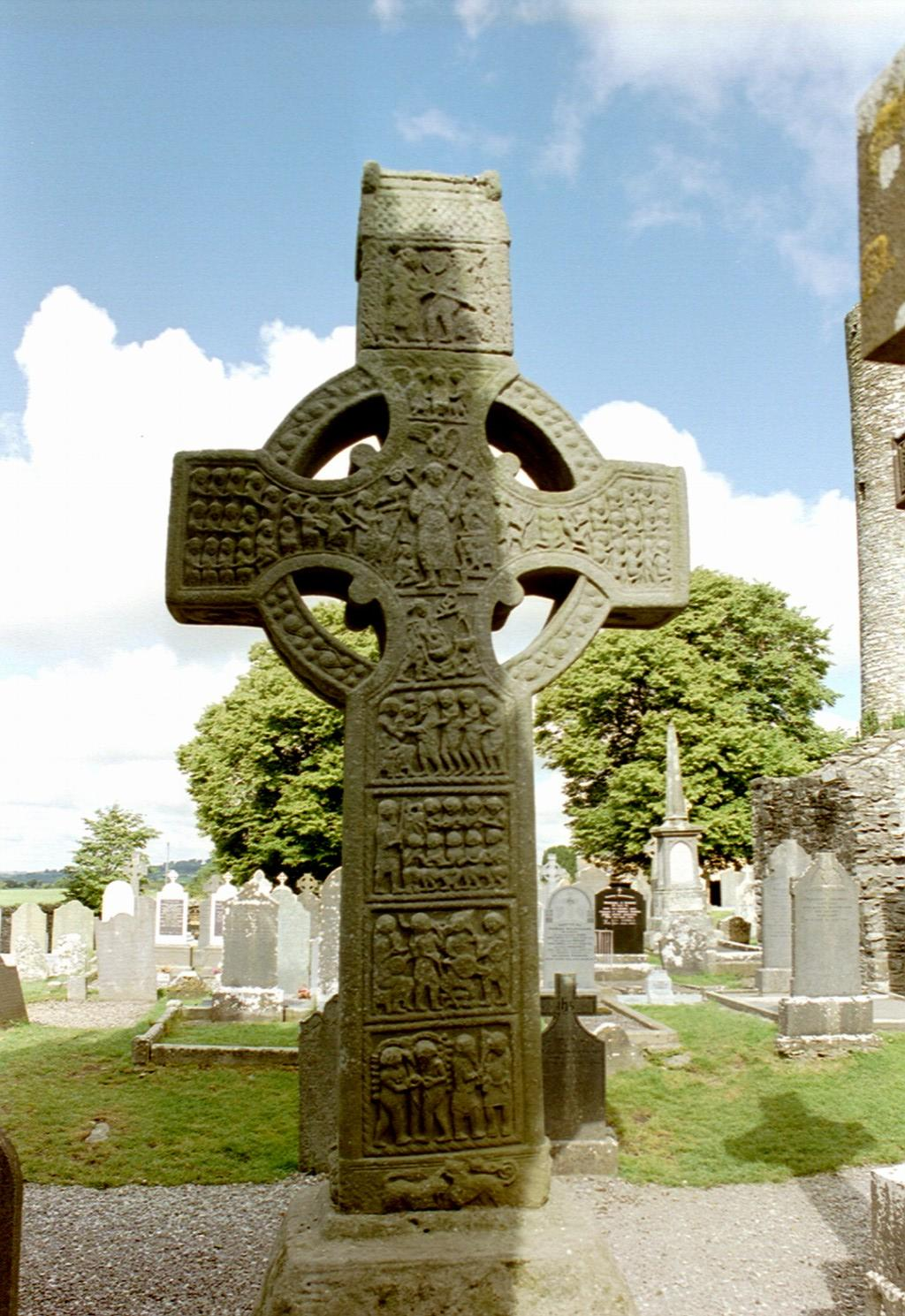
Cruz de Muiredach (Irlanda), decorada con escenas bíblicas

Las primeras cruces datan del siglo VII y no son high crosses, sino grabados en grandes piedras planas extendidas en el suelo. Las cruces propiamente dichas fueron erigidas por los monjes irlandeses al menos desde el siglo VIII, primero en Irlanda (donde sobreviven la mayoría) y más tarde en Gran Bretaña (conservándose en Cornualles, Gales, Northumbria, Escocia, archipiélago de las Hébridas e isla de Iona).
Las cruces celtas (anilladas) dejaron de erigirse en el siglo XII y la tradición más amplia de las grandes cruces conmemorativas de piedra se interrumpió definitivamente en el siglo XV. 
Las cruces celtas fueron resucitadas mucho más tarde durante el llamado "renacimiento celta" (celtic revival) del siglo XIX, muy influido por el romanticismo y por el nacionalismo irlandés. Desde entonces vuelven a alzarse cruces celtas en Irlanda, sobre todo con propósitos funerarios (reminiscencia de su antiguo uso conmemorativo). El símbolo en sí se ha convertido en un típico emblema irlandés y como tal aparece en joyería, logotipos, etc.
Una leyenda popular en Irlanda afirma que la cruz "celta" fue introducida por San Patricio u otro santo irlandés durante la evangelización de los paganos de la isla, pero no subsiste ninguna cruz procedente de esa temprana época. También se dice que San Patricio unió el símbolo cristiano a una representación circular del sol o de la luna, vinculando así el significado de la cruz a la espiritualidad pagana a fin de transmitir mejor su mensaje. Otros consideran más probable un origen en cruces con coronas de hojas o flores en torno a su intersección.[cita requerida]
La explicación aceptada por la mayoría de los historiadores, sin embargo, resulta más prosaica: el anillo habría sido inicialmente un mero recurso de los escultores para asegurar la estabilidad de las cruces, convirtiéndose luego en un elemento decorativo.

## Finalidad
Sus funciones eran religiosas y conmemorativas. Se alzaban en el exterior de los monasterios y otros lugares de culto de la religión cristiana, a modo de monumentos identificativos y centros de predicación. Muchas eran asimismo un símbolo de estatus relacionado con determinados personajes ilustres (abades y patrocinadores). Se desconoce cualquier otro uso que pudieran haber tenido.

## Diseño
No todas las cruces celtas poseen el característico anillo, aunque sí la mayoría.
En cuanto a sus grabados, las más tempranas solo muestran entrelazados y diseños geométricos propios del arte nativo de las islas británicas, pero a partir de los siglos IX y X aparecen representaciones figurativas de escenas bíblicas. Estas cruces son llamadas Scriptures crosses ("Cruces de las Escrituras") y su complejidad es tal que se las ha llegado a definir como "sermones en piedra".
Las cruces de Inglaterra presentan una estética mixta, fusionada con la tradición similar de las cruces anglosajonas.

## Otros usos actuales
Del mismo modo, la cruz celta viene siendo utilizada por otro tipo de grupos o tribus urbanas, sin filiación política, como son los Moteros o los Góticos con finalidades estéticas.
La cruz celta es también el símbolo de la banda de hard rock y heavy metal Black Sabbath. También el exvocalista de dicha banda, Ronnie James Dio, utilizó dicho símbolo desde su salida de Sabbath hasta sus últimos años en Dio [cita requerida]

### Supremacismo blanco

Diseño utilizado por supremacistas blancos

Una forma estilizada de la cruz celta parecida a una cruz solar es empleada actualmente por diversos grupos ultraderechistas, neonazis y supremacistas de Europa y del resto del mundo, siendo uno de los símbolos supremacistas más importantes y comúnmente utilizados. Este uso se sitúa por norma general como marca política, como símbolo identificativo de estos grupos, en algunos casos para reivindicar la cristiandad del continente europeo y en otros como un marco de recuperación de símbolos paganos (en el caso de la cruz celta, un símbolo cristiano con influencias culturales identificables con el paganismo celta) para legitimar ideologías identitarias, en una voluntad de rechazo a las religiones abrahámicas y de un supuesto retorno a las culturas de los viejos pueblos europeos precristianos.[cita requerida]